# فرانتس اشتاینداخنر

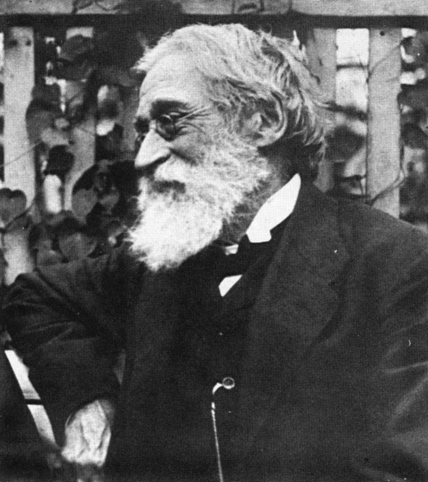
فرانتس اشتینداخنر، ۱۹۱۲

فرانتس اشتاینداخنر (۱۱ نوامبر ۱۸۳۴ در وین - ۱۰ دسامبر ۱۹۱۹ در وین) جانورشناس، آبزی‌شناس و خزنده‌شناس اتریشی بود. او بیش از ۲۰۰ مقاله در مورد ماهی‌ها و بیش از ۵۰ مقاله در مورد خزندگان و دوزیستان منتشر کرد اشتاینداخنر صدها گونه جدید ماهی و ده‌ها دوزیستان و خزندگان جدید را شرح داد. حداقل هفت گونه خزنده به نام او نامگذاری شده‌است.

## شغل و حرفه
اشتاینداشنر که به تاریخ طبیعی علاقه مند بود، به توصیه دوستش ادوارد سوس (۱۹۱۴-۱۸۳۱) به مطالعه ماهی های فسیلی پرداخت. در سال ۱۸۶۰او به سمت مدیر مجموعه ماهی در موزه تاریخ طبیعی منصوب شد، سمتی که از زمان مرگ یوهان یاکوب هکل (۱۸۵۷-۱۷۹۰) خالی مانده بود.

شهرت اشتاینداشنر به عنوان یک گیاه شناس افزایش یافت و در سال ۱۸۶۸توسط لوئیس آگاسیز (1807-1873) برای پذیرش سمتی در موزه جانورشناسی تطبیقی در دانشگاه هاروارد دعوت شد. اشتاینداشنر در اکسپدیشن هاسلر 1871-1872 (سفری که آمریکای جنوبی را از بوستون تا سانفرانسیسکو دور زد) شرکت کرد. در سال 1874 به وین بازگشت و در سال 1887 به عنوان مدیر بخش جانورشناسی موزه تاریخ طبیعی منصوب شد. در سال 1898 به سمت مدیر موزه ارتقا یافت. 
او در طول حرفه‌اش سفرهای زیادی کرد، سفرهای تحقیقاتی‌اش او را به سراسر شبه جزیره ایبری، دریای سرخ، جزایر قناری، سنگال، آمریکای لاتین و دیگران برد. در مطالعات جانورشناسی، علایق او عمدتاً از دیدگاه سیستماتیک و فونیستی بود.[5] از جمله آثار شناخته شده‌تر او در ایکتیولوژی می‌توان به Ichthyologische Notizen (1863، منتشر شده در 8 نسخه)، Ichthyologische Beiträge (1874) و Beiträge zur Kenntniss der Flussfische Sudamerikas (1879) اشاره کرد که اثر اخیر آمریکای جنوبی به ماهی‌های رودخانه می‌پردازد. در زمینه هرپتولوژی، او Die schlangen und eidechsen der Galapagos-inseln (مارها و مارمولک های جزایر گالاپاگوس، 1875) را منتشر کرد.[6] او از سال 1875 عضو آکادمی علوم وین بود. در سال 1892 او به عضویت آکادمی علوم آلمان لئوپولدینا درآمد. 
Steindachneria، سرده ای از ماهی های اقیانوس اطلس غربی؛[8] (Steindachneria argentea، معمولاً به عنوان هیک درخشان شناخته می شود). Steindachneridion، یک سرده ماهی در آمریکای جنوبی که توسط Steindachner کشف شد، به نام او نامگذاری شده است.[9] Steindachnerina، یک سرده ماهی در آمریکای جنوبی.[10

اشتاینداچنر با نام های علمی بسیاری از گونه های ماهی به یادگار مانده است: چاراسین از حوضه رودخانه آمازون Leptagoniates steindachneri، مخلوط دندانه دار از اقیانوس هند غربی Istiblennius_steindachneri، سیکلید مکزیکی از Nosferatu steindachneriosteindachnerih, the Brazil. steindachneri، یک گربه ماهی وارونه Synodontis steindachneri از آفریقا، یک گربه ماهی خاردار از آمازون Trachydoras steindachneri، یک خار از کامرون Labeobarbus steindachneri، شمال شرق آسیا Phoxinus steindachneri، cyprinid Raiamas. Cathorops steindachneri، مارماهی قهوه ای خالدار موری Gymnothorax steindachneri، characin از آمازون و Orinoco Gnathocharax steindachneri، Redhump Eartheater Geophagus steindachneri یک سیکلید از شمال شرق آمریکای جنوبی، شبه جزیره ایبری bus steindachnniebarth. e Ophioblennius steindachneri اقیانوس آرام شرقی، درام Cynoscion steindachneri، Loricariid Hypoptopoma steindachneri، chere-chere grunt Haemulon steindachneri، درام Umbrina steindachneri و Headstander Hypomasticus آمریکای جنوبی.
اشتاینداچنر با نام های علمی خزندگان نیز به یادگار مانده است: مارمولک کرمی از آمریکای جنوبی Amphisbaena steindachneri، لاک پشت گردن دراز از استرالیا Chelodina steindachneri، مارمولک از استرالیا Lucasium steindachneri، لاک پشت گلی فلوریدا از Kinosteranon. مار Micrurus steindachneri، لاک پشت نرم گردن گلدار Palea steindachneri از چین و آسیای جنوب شرقی، مارمولک Phrynocephalus steindachneri (مترادف Phrynocephalus przewalskii) و مار موجود در Pseudaals1.

پرندگانی که به نام Steindachner نامگذاری شده اند عبارتند از Piculet Picumnus steindachneri با قفسه سینه و یک زیرگونه از Pipit استرالیایی، Anthus novaeseelandiae steindachner از جزایر آنتی پاد. دوزیستانی که به نام Steindachner نامگذاری شده اند عبارتند از قورباغه آفریقایی Hyperolius steindachneri و یک وزغ که در سراسر مناطق نیمه گرمسیری آفریقا Sclerophrys steindachneri یافت می شود. عنکبوت عنکبوتی که به نام Steindachner نامگذاری شده است، Aphonopelma steindachneri است، عنکبوت از منطقه جنوب کالیفرنیا تا باخا کالیفرنیا.
حشرات به نام Steindachner عبارتند از Bumblebee Mexican Bombus steindachneri، یک کتیدید که در سراسر آمریکای شمالی یافت می شود Neduba steindachneri، سوسک از اروپا Stenomax steindachneri و پروانه Copiopteryx steindachneri. حلزون دریایی Onchidella steindachneri به نام Steindachner نامگذاری شده است. ماهی مرکب Abralia steindachneri به نام Steindachner نامگذاری شده است. انگل ماهی Ceratothoa steindachneri به نام Steindachner نامگذاری شده است.

## مطالعه بیشتر
- (۱۹۱۹)وی پیچمن. " فرانتس اشتاینداخنر". سالنامه موزه تاریخ طبیعی در وین ۳۳: ۴۷–۴۸. (به زبان آلمانی).